# Carlos Santiago Nino
Carlos Santiago Nino (Buenos Aires, Argentina, 3 de noviembre de 1943 - La Paz, Bolivia, 29 de agosto de 1993) fue un filósofo y jurista argentino, uno de los que alcanzaron mayor notoriedad académica a nivel internacional en la segunda mitad del siglo XX. Fue reconocido con el Premio Konex de Platino en la disciplina Ética por su trayectoria en las humanidades de la Argentina.

## Biografía
Estudió Derecho en la Universidad de Buenos Aires, donde se graduó de abogado; después obtuvo un doctorado en leyes en la Universidad de Oxford en 1977 con una tesis dirigida por John Finnis y Tony Honoré, titulada "Towards a general strategy for criminal law adjudication". Fue Profesor Titular de Filosofía del Derecho en las Facultades de Derecho y de Filosofía y Letras de la Universidad de Buenos Aires y fue profesor visitante regular de la Escuela de Leyes de la Universidad de Yale.
Sus investigaciones comenzaron a principios de los años 70 concentrándose en el análisis de algunas cuestiones tradicionales de la teoría general del derecho: intentó desentrañar el concepto de sistema jurídico, la polémica positivismo - iusnaturalismo y el concepto de validez jurídica, y estudió los conceptos jurídicos básicos, los problemas de interpretación de la ley y las relaciones entre moral y derecho.
Sus investigaciones estuvieron siempre orientadas a asuntos prácticos, caracterizándose por su poder de análisis; el resultado fueron las Notas de Introducción al Derecho (1973), que fue revisado y ampliado con el título de Introducción al análisis del derecho (1980), texto con el cual los alumnos de derecho de la Universidad de Buenos Aires tuvieron a su disposición un primer acercamiento a la teoría general del Derecho. 
Posteriormente, convencido de que la solución de estos problemas estaba relacionada con la idea que de la ciencia jurídica se adoptara, abrazó un modelo fundado en la adopción explícita de los principios de justicia y ética o moralidad social, rechazando el acercamiento alemán predominante, la teoría pura del derecho de Hans Kelsen, que consideró dogmática. Esto se vio reflejado en sus obras Consideraciones sobre la dogmática jurídica (1974), Algunos modelos metodológicos de ciencia jurídica (1980) y La validez del derecho (1985). Su necesidad de proporcionar una justificación liberal para la práctica del derecho penal lo condujo asimismo a la filosofía moral y al desarrollo de una teoría "consensual" original sobre el castigo. Así, intentó aplicar dicho modelo al campo del derecho penal en Los límites de la responsabilidad penal (1980) y La legítima defensa. Fundamentación y régimen jurídico (1982).
Del mismo modo, los problemas presentados en la caracterización de la conducta criminal humana estimularon su trabajo en el campo de la filosofía de la acción, lo que reflejó en su Introducción a la filosofía de la acción humana (1985). Durante los años 80, tras la restauración de la democracia en Argentina, Nino entró en política, sirviendo como asesor en cuestiones de derechos humanos al presidente Raúl Alfonsín y como coordinador de un comité especial para el estudio y diseño de reformas institucionales, el llamado Consejo para la Consolidación de la Democracia. También estuvo entre los autores del finalmente aprobado proyecto de reformas al arcaico Plan de Estudios de la Facultad de Derecho de la Universidad de Buenos Aires en 1985; tal reforma modernizó al fin el currículum y la estructura de la enseñanza del derecho en la Universidad más importante y populosa de la Argentina.
Sus actividades teóricas, sin embargo, no fueron olvidadas: encaró los problemas conceptuales referidos a la articulación y defensa de los principios básicos de filosofía política, lo que lo condujo a escribir Ética y derechos humanos (1984), donde expuso en forma completa su pensamiento moral, su concepción de la moralidad normativa y llegó a intentar establecer cuestiones de meta-ética, adoptando un enfoque constructivista que procuró derivar sus principios éticos fundamentales de las presuposiciones del discurso moral. Era una exposición comprensiva de su pensamiento moral dividida en tres partes que se ocupaban de ética normativa, ética aplicada y metaética. En este último campo siguió profundizando con un volumen separado, El constructivismo ético (1989), donde se acercaba al Constructivismo procurando derivar sus principios éticos fundamentales de las presuposiciones del discurso moral, de una forma que lo puso, dijo, "entre Rawls y Habermas". Estos principios substantivos, abarcando el núcleo de una teoría que aspiró capturar los componentes esenciales del liberalismo político, eran:
- El principio de autonomía: las cosas, y esas cosas solamente, que son valoradas por el individuo como buenas.
- El principio de inviolabilidad: las restricciones deontológicas impuestas a la búsqueda de esas cosas buenas.
- El principio de dignidad, aun a pesar de que las personas renuncien a sus derechos reconocidos.

Con esta sólida fundamentación normativa, Nino abordó después diversas cuestiones de casuística: la organización constitucional Argentina, las leyes de facto, el aborto, la pena capital, la regulación de la droga, el presidencialismo, el control judicial de constitucionalidad, el voto obligatorio, entre otros, que fueron objeto de diversos artículos y ensayos de su autoría.
Propuso un acercamiento similar el americano: el reconocimiento previo del gradualismo a los fetos solamente cuando demostraran las capacidades cognoscitivas y afectivas necesarias para considerarlas personas morales. En lo que concierne a la pena de muerte, se opuso firmemente a ella, tanto como él estaba a penalizar o criminalizar el consumo de drogas.
También escribió sobre el contexto social de Argentina, encarando la aplicación de los principios de justicia y moralidad social a la valoración práctica constitucional, que dio lugar a su obra Un país al margen de la ley (1993), con prólogo de Roberto Gargarella).
En 1988, junto a otros juristas como Eugenio Bulygin, Eduardo Rabossi, Martín Farrell, Ricardo Gil Lavedra, y Genaro Carrió, fundó el Centro de Estudios Institucionales del que fue su primer Vicepresidente ejecutivo. En el equipo de jóvenes investigadores del Centro revistaron Roberto Gargarella, Gabriel Bouzat, Marcelo Alegre, Silvina Álvarez, Gabriela Alonso, Carlos Balbín, etc.
Mientras estaba en La Paz, Bolivia (1993) invitado para trabajar en la reforma de la constitución boliviana, Nino sufrió un ataque del asma del cual murió posteriormente. Esta tragedia acabó con un hombre brillante que se encontraba en la cima de su productividad intelectual y un gran defensor de los derechos humanos. En trabajos póstumos desarrollaba su "justificación epistémica" de la democracia deliberativa, discutiendo que la deliberación democrática proporciona razones mejores para creer en la validez de las normas morales que la reflexión individual.

## Obras
- Notas de iintroducción al Derecho, Buenos Aires, 1973, ampliada con el título Introducción al análisis del Derecho, Buenos Aires, Astrea, 1989.
- Consideraciones sobre la dogmática jurídica, México, 1974.
- Algunos modelos metodológicos de "ciencia" jurídica, Valencia, 1980.
- Los límites de la responsabilidad penal, Buenos Aires, Astrea, 1980.
- La legítima defensa. Fundamentación y régimen jurídico, Buenos Aires, Astrea, 1982.
- Ética y derechos humanos, Buenos Aires, Astrea, 1984; traducción inglesa revisada, The Ethics of Human Rights, Oxford, 1991.
- Introducción a la filosofía de la acción humana, Buenos Aires, EUDEBA, 1985.
- El constructivismo ético, Madrid, 1989.
- Fundamentos de derecho constitucional, Buenos Aires, Astrea, 1992.
- El presidencialismo puesto a prueba, Madrid.
- The Constitution of Deliberative Democracy, Yale, 1993.
- Radical Evil on Trial, Yale, 1993.
- Un país al margen de la ley, Buenos Aires, Emece, 1993 (reedición: Ariel, Barcelona, 2005).